# 洪赵县
洪赵县，旧县名。1954年并洪洞、赵城二县置，治今山西省洪洞县城关镇。以二县各取一字得名。1958年洪赵县与霍汾县合并，改名洪洞县。 